# Paracyathus stearnsii
Espèce
Statut CITES
Paracyathus stearnsii est une espèce de coraux appartenant à la famille des Caryophylliidae.